# Zoarces
Zoarces – rodzaj ryb z rodziny węgorzycowatych.

## Klasyfikacja
Gatunki zaliczane do tego rodzaju:
- Zoarces americanus
- Zoarces andriashevi
- Zoarces elongatus
- Zoarces fedorovi
- Zoarces gillii
- Zoarces viviparus - węgorzyca[potrzebny przypis]

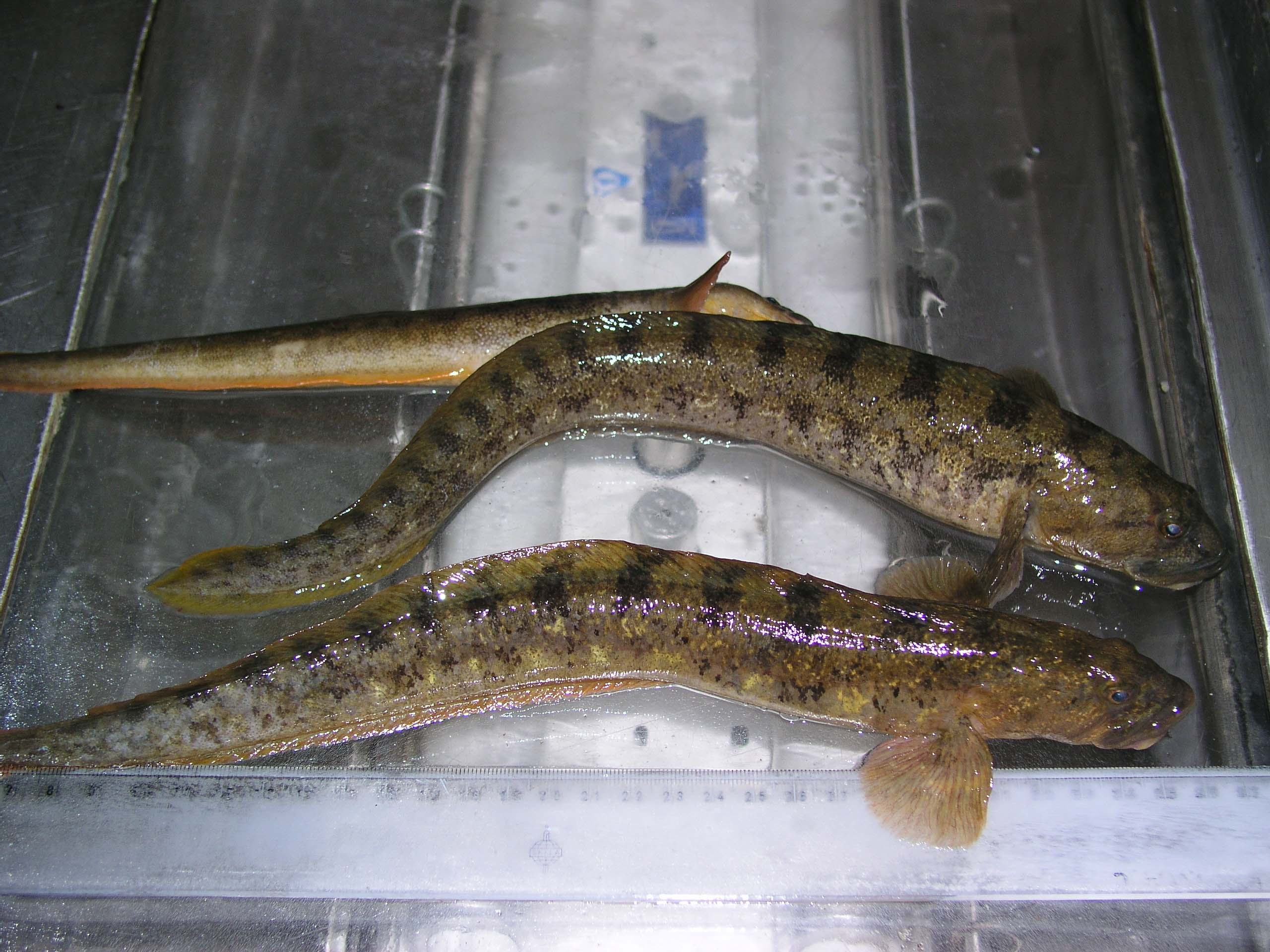
Zoarces viviparus